# David Ortega (Schwimmer)
David Ortega Pitarch (* 20. Juli 1979 in Castellón de la Plana) ist ein ehemaliger spanischer Schwimmer. Er gewann bei Europameisterschaften eine Goldmedaille und zwei Bronzemedaillen.

## Sportliche Karriere
Der 1,91 Meter große David Ortega schwamm für den Club Valenciano de Natación.
Bei den Mittelmeerspielen 1997 in Bari belegte Ortega den vierten Platz über 100 Meter Rücken. Die 4-mal-100-Meter-Lagenstaffel in der Besetzung David Ortega, Ismael García, Juan Ramón Fernández und Javier Botello gewann die Bronzemedaille hinter den Staffeln aus Italien und Frankreich. 1998 bei den Weltmeisterschaften in Perth belegte Ortega als Fünfter des B-Finales über 100 Meter Rücken den 13. Platz in der Gesamtwertung. Über 200 Meter Rücken schied er mit der 19. Zeit im Vorlauf aus. Im Jahr darauf erreichte Ortega bei den Europameisterschaften in Istanbul den fünften Platz über 50 Meter Rücken.
Wegen einer Umstellung im internationalen Meisterschaftskalender fanden bereits 2000 die Europameisterschaften in Helsinki statt. Ortega gewann den Europameistertitel über 100 Meter Rücken mit 0,14 Sekunden Vorsprung vor dem Ukrainer Wolodymyr Nikolajtschuk. Über 50 Meter Rücken wurde Ortega Dritter hinter dem Deutschen Stev Theloke und dem Litauer Darius Grigalionis. Die spanische Lagenstaffel mit David Ortega, Santiago Castellanos, Daniel Morales und Eduardo Lorente belegte den sechsten Platz. Zweieinhalb Monate später fanden in Sydney die olympischen Schwimmwettbewerbe statt. Über 100 Meter Rücken wurde Ortega im Halbfinale 15., seine Siegerzeit von Helsinki hätte nicht für einen Finaleinzug ausgereicht.  Die Lagenstaffel mit David Ortega, Santiago Castellanos, Daniel Morales und Javier Botello belegte ebenfalls den 15. Platz.
2001 bei den Mittelmeerspielen in Tunis siegte über 100 Meter Rücken der Italiener Luis Alberto Laera vor dem Slowenen Blaž Medvešek, Ortega wurde Dritter. Über 200 Meter Rücken schwamm Ortega auf den sechsten Platz. In der Lagenstaffel belegten die Spanier den vierten Platz. Ein Jahr später bei den Europameisterschaften in Berlin wurde Ortega Vierter über 50 Meter Rücken und verpasste die Bronzemedaille um eine Zehntelsekunde. 2003 bei den Weltmeisterschaften in Barcelona verfehlte Ortega als Neunter des Halbfinales über 50 Meter Rücken den Finaleinzug um eine Hundertstelsekunde. Bei den Europameisterschaften 2004 in Madrid gewann über 50 Meter Rücken wie 2000 Stev Theloke vor Darius Grigalionis und David Ortega.
Ende Juni 2005 fanden in Almería die Mittelmeerspiele 2005 statt. Hinter dem Griechen Aristeidis Grigoriadis gewann Ortega die Silbermedaille über 50 Meter Rücken. Auf der doppelt so langen Strecke siegte der Grieche vor dem Ägypter Ahmed Hussein und Ortega. Eine weitere Silbermedaille erhielt Ortega mit der Lagenstaffel. Einen Monat später bei den Weltmeisterschaften in Montreal schied Ortega sowohl über 100 Meter Rücken als auch über 50 Meter Rücken im Halbfinale aus. Über 50 Meter Rücken fehlten ihm dabei 0,04 Sekunden für den Finaleinzug. 2006 erreichte Ortega bei den Europameisterschaften in Budapest noch einmal das Finale über 50 Meter Rücken und wurde Siebter. Bei den Weltmeisterschaften 2007 schied Ortega über 50 Meter Rücken als 13. des Halbfinales aus.